# 波多野興滋
波多野 興滋（はたの おきしげ）は、戦国時代の武将。大内氏や毛利氏に仕えて奉行人として活躍。初めは吉見 興滋（よしみ おきしげ）と名乗った。

## 生涯

### 出自
初めは「吉見」の名字を名乗っており、大内義興から「興」の偏諱を与えられ、「興滋」と名乗る。
石見国の国人である吉見氏の同族と考えられ、享禄3年（1530年）の大内義隆による防府天満宮造営の際に結縁衆に名を連ねた吉見興成が興滋と同じく「吉見源右衛門尉」を名乗っており、興滋の父、あるいは、興滋の前名と考えられている。

### 大内義隆期
大内氏の家臣たちの名を記した『大内殿有名衆』には「小奉行」の筆頭に「波多野備中守」の名で興滋が記されており、大内義興、義隆、義長の三代に奉行人として仕えた。
天文9年（1540年）6月15日、大内義隆の命により太宰府天満宮に鎧一領を寄進する。
天文10年（1541年）8月5日、以前に龍崎隆輔や青景隆著と共に安芸国の洞雲寺に対して寺領である清末半名を安堵したことで銭30疋を拝領したことについて、洞雲寺に書状を送って感謝の意を伝える。
天文15年（1546年）1月19日、弘中隆兼に従っての出陣や在番で数年に渡り功があった神代兼任に対して神代鍋法師丸の所領替えの間に浮米10石を毎年与える旨の書状を杉隆宗と共に発給する。
天文16年（1547年）、大内義隆の命により戦況検分のための上使として備後国で合戦中の弘中隆兼のもとに派遣された際に、戦功を挙げた安芸国の国人・久芳途重の対馬守への吹挙状を弘中隆兼から受け取り、翌天文17年（1548年）4月2日に久芳途重に対馬守の官途を認めた書状を青景隆著や陶隆満と共に連署として発給した。
天文18年（1549年）2月から5月にかけて、毛利元就が毛利隆元の家督相続、吉川元春の吉川氏入嗣、小早川隆景の竹原小早川氏入嗣を認めてもらった事に対して大内義隆に礼を述べるために吉川元春や小早川隆景を伴って周防国山口を訪問した際に、興滋は3月17日と4月23日に元就への饗応を行っている。

### 大内義長期
天文20年（1551年）の大寧寺の変で大内義隆が陶隆房（後の陶晴賢）らによって殺害されると、大内氏の家督を継いだ大内義長に仕えた。
天文22年（1553年）4月19日、橋爪鑑実、大庭賢兼、問田英胤と共に氷上山興隆寺の先例による段銭免除を認める御教書を発給する。
同年5月26日、尼子方に寝返った江田隆連攻めの際に戦功があった備後国の国人である湯浅元宗に対して無銘の太刀一腰を贈る旨の書状を小原隆言、青景隆著、陶隆満と共に連署として発給する。
天文23年（1554年）、名字を「吉見」から「波多野」に改める。なお、同年の秋には陶晴賢が大寧寺の変以降反抗的であった石見国津和野の国人・吉見正頼への攻撃を開始している。
天文24年（1555年）10月1日の厳島の戦いで毛利軍に敗れた陶晴賢が自害し、毛利氏の防長経略が始まると、陶晴賢という支柱を失った大内義長政権は義長を推戴する部将達の連合政権的性格を帯び、この時期に出された奉書は連署者が7名に増加しているが、その連署者に興滋も名を連ねている。なお、興滋以外の連署者には弘中賢俊、河屋隆通、仁保隆慰、青景隆著、兵庫頭某、橋爪鑑実が名を連ねる。

### 毛利氏家臣
弘治3年（1557年）4月3日に大内義長が自害して防長経略が完了すると、毛利氏による大内氏旧臣や寺社への知行安堵や知行宛行には毛利氏奉行人である児玉就忠、粟屋元親、国司元相、赤川元保、桂元忠や、旧大内氏奉行人である河屋隆通、大庭賢兼、岩正興致、仁保隆慰、吉田興種、小原隆言と共に興滋も携わっている。
その具体例として、同年8月9日の美和郷幸に対する長門国美祢郡嘉万別府内の1石5斗足の知行安堵、8月11日の長門国厚狭郡の惣社八幡宮大宮司・幡生右衛門尉に対する社領と大宮司職の安堵、同年8月16日の100石の知行地を周布元兼へ打ち渡すように来原十郎左衛門尉に対して求める書状、同年8月17日の楊井武盛に対する長門国美祢郡秋吉別府内における30石の知行安堵、同年8月20日の安富千代寿丸（後の安富元命）に対する周防国佐波郡日坂根村30石足と長門国豊西郡富任別府20石足の地などの知行地安堵、同年8月22日の周防国吉敷郡小郡の泉福寺に対する吉敷郡椹野庄の中領八幡宮宮司職の安堵、同年8月24日の能美重友に対する知行宛行状、同年10月23日の神西綱通に対する知行分地などに興滋も名を連ねている。
弘治4年（1558年）1月30日、防長経略後の一揆蜂起鎮圧に活躍した有馬世澄に対して、赤川元久、粟屋元親、児玉就忠、国司元相、赤川元保、桂元忠、大庭賢兼、吉田興種と共に知行地を安堵する。
弘治3年（1557年）8月から弘治4年（1558年）2月頃、毛利氏領国全体の統治に当たる吉田奉行と、地域支配に当たる山口奉行との対立から生じる政務執行上の様々な弊害を憂いた人物から相談を受けた興滋は、その解決策としては組織だけでは不十分とし、その組織が従うべき法度を定めることを提案している。
なお、同じく旧大内氏奉行人であった岩正興致も同様の趣旨の提案をしたと考えられており、毛利氏家臣となった旧大内氏奉行人たちは毛利氏から領国経営について内々に諮問を受けて答申する、あるいは建議を行うといった政策立案の相談役のような役割を期待されていたと考えられている。

### 門司城番
永禄2年（1559年）6月、防長両国の安定的確保を図るためにも豊前国企救郡の確保が不可欠と判断した毛利氏は、企救郡を本貫とする大内氏旧臣の貫元助らを帰国させ、その奮戦により大友氏から門司城を奪取。興滋が門司城の城番となり、嫡男の兵庫允や須子大蔵丞らと共に守備に就いたが、同年9月26日に田原親宏や田原親賢らの率いる大友軍が門司城に攻め寄せると、城兵を督励して防戦するも衆寡敵せず門司城を奪還され、興滋は撤退中に嫡男・兵庫允や須子大蔵丞らと共に大友方の佐田隆居によって討ち取られた。
波多野興滋・兵庫允父子の忠戦を賞した毛利隆元は、同年10月15日に興滋の嫡男・兵庫允の子である亀寿丸が父・兵庫允の知行を相続することを認め、長門国厚東郡須恵の内の10石を加増した。
その後再び毛利方によって門司城が奪還され、同年12月19日には興滋の後任の門司城城番には仁保隆慰が任じられると共に企救郡の一郡給人寺社家代官職に任じられている。